# Bảo tàng Cộng hòa Nhân dân Ba Lan

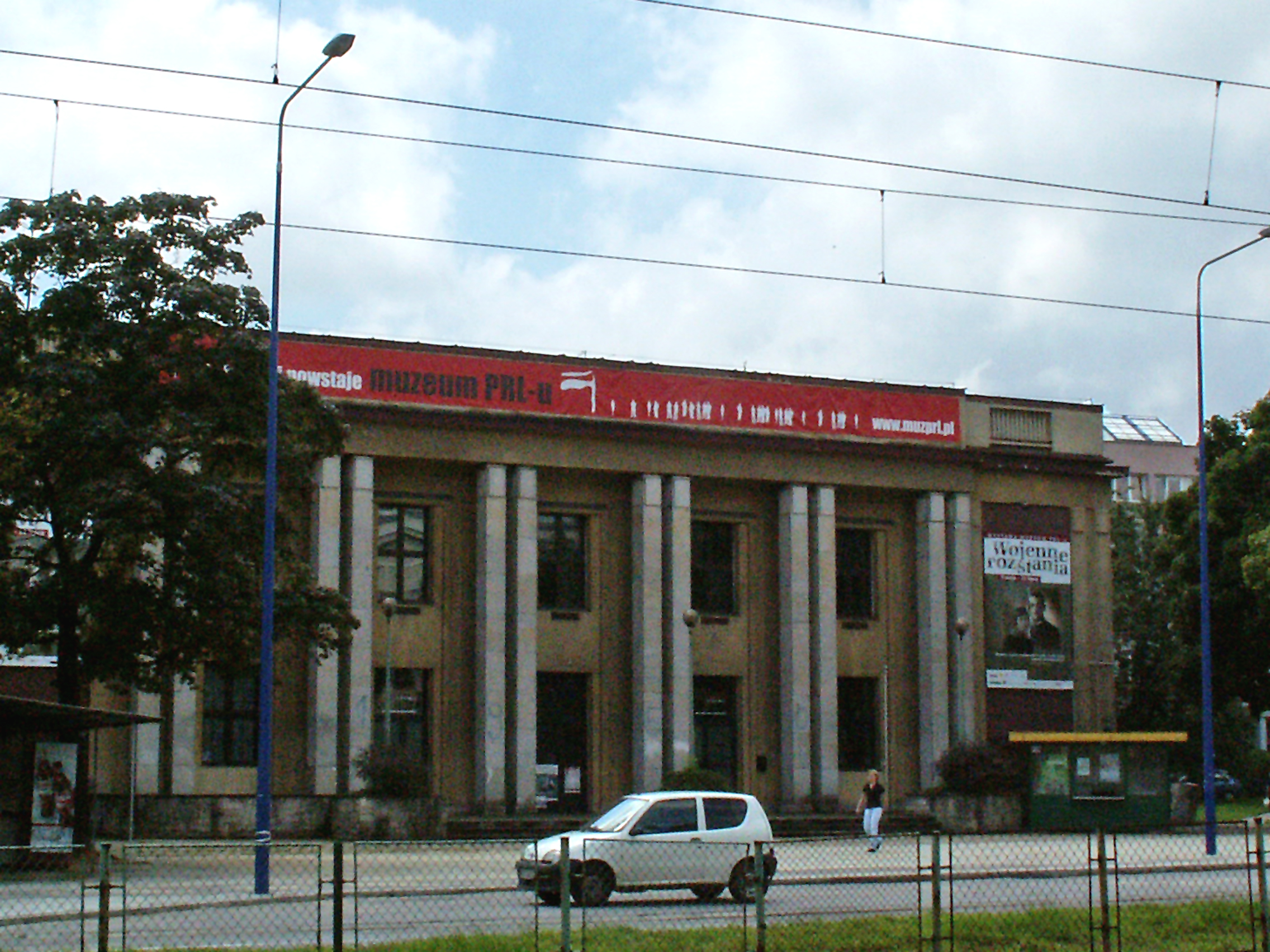

Bảo tàng Cộng hòa Nhân dân Ba Lan (tiếng Ba Lan: Muzeum PRL-u) là một bảo tàng dành để ghi nhận lịch sử bốn mươi năm của Cộng hòa Nhân dân Ba Lan (PRL). Bảo tàng tọa lạc tại số 1 Khu nhà ở Centrum E, quận Nowa Huta, thành phố Kraków, Ba Lan. Bảo tàng do thành phố Kraków và Bộ Văn hóa và Di sản Quốc gia (Ba Lan) đồng điều hành.

## Lược sử hình thành
Bảo tàng Cộng hòa Nhân dân Ba Lan nằm trong tòa nhà từng là rạp chiếu phim Svetovid, một rạp chiếu phim tồn tại trước đây thuộc sở hữu nhà nước ở quận Nowa Huta của Kraków.
Bảo tàng được thành lập vào năm 2008, đóng vai trò là một chi nhánh của Bảo tàng Lịch sử Ba Lan ở Warsaw. Tuy nhiên, Hội đồng thành phố Kraków đã quyết định thành lập một bảo tàng độc lập tại chỗ do chính thành phố điều hành. Kết quả của quyết định này là Bảo tàng Cộng hòa Nhân dân Ba Lan được Hội đồng thành phố Kraków thành lập vào ngày 7 tháng 11 năm 2012. Tháng 10 năm 2013, Thị trưởng Kraków lúc bấy giờ là Jacek Majchrowski đã ký một thỏa thuận về việc đồng điều hành bảo tàng này với Bộ trưởng Bộ Văn hóa và Di sản Quốc gia đương nhiệm là Bogdan Zdrojewski.
Cuộc thi thiết kế kiến trúc xây dựng Bảo tàng Cộng hòa Nhân dân Ba Lan và thiết kế nội thất của phòng triển lãm thường trực được công bố vào ngày 15 tháng 4 năm 2016. Cuối cùng, dự án của MAE Multimedia Art & Education đã giành chiến thắng trong cuộc thi. Công việc hiện đại hóa bảo tàng kéo dài đến năm 2019.